# 罗明佑
罗明佑（英語：Lo Ming Yau，1900年7月11日—1967年12月18日）是一位香港电影导演和企业家。

## 生平
原籍广东番禺，1900年出生于香港，毕业于北京大学法学院，1927年成立华北电影公司，1930年联合黎民伟的民新影片公司、吴性栽的大中华百合影片公司和但杜宇的上海影戏公司合并成为联华影业公司。1937年联华影业公司因抗战结业后担任中国教育电影协会香港分会理事。1967年12月18日在香港逝世。

## 家庭
父亲罗雪甫是香港鲁麟洋行华经理（买办），二叔罗文庄是高等法院院长，三叔是中华民国司法行政部长和外交部长羅文榦。